# Botanophila emeisencio
Botanophila emeisencio este o specie de muște din genul Botanophila, familia Anthomyiidae. A fost descrisă pentru prima dată de Deng în anul 1983. Conform Catalogue of Life specia Botanophila emeisencio nu are subspecii cunoscute.